# 그랜드/LATTC역
그랜드/LATTC역 (Grand/LATTC Station)은 로스앤젤레스 메트로의 A선역 중 하나이다. 옛 명칭은 그랜드(Grand)역이었다. 사우스로스앤젤레스 그랜드 애비뉴(Grand Avenue)와 워싱턴 대로(Washington Boulevard)의 교차로에 위치해 있다. 또한 이 역에는 J선도 운행하는데, J선 정류장은 역 서쪽의 플라워, 피게로아가에 위치해 있다.
이 역은 그랜드 애비뉴 서쪽, 워싱턴 대로의 중앙부에 위치하고 있으며, 섬식 승강장으로 이루어졌다. 역 출구중 하나는 로스앤젤레스 무역기술대학으로 직접 연결되어 학생들이 많이 이용하고 있다.

## 역 정보

### 역 구조
| 승강장 | A선                             | ← 샌피드로 스트리트역 San Pedro Street Station ← 다운타운 롱비치행 (종착점행) |
| 승강장 | 섬식 승강장, 왼쪽 출입문이 열림 |                                                                               |
| 승강장 | A선                             | → 피코역 Pico Station → 7번가/메트로센터행 (기점행)                           |

### 열차 운행 정보
A선 운행 시간은 매일 오전 4시부터 오전 1시까지이다.

## 역세권 정보
- 로스앤젤레스 무역기술대학(Los Angeles Trade Technical College)
- 그랜드 올림픽 오디토리엄
- 마운트 세인트 메리스 칼리지 - Doheny 캠퍼스
- 성 빈센트 데 폴 로마 가톨릭교회
- 랜터먼 고등학교(Lanterman High School)
- 교통법원(Traffic Court)
- 정형외과병원(Orthopaedic Hospital)